# Villanueva de Gállego
Villanueva de Gállego ist eine Kleinstadt und Hauptort einer Gemeinde (municipio) mit 4.814 Einwohnern (Stand: 2024) in der spanischen Provinz Saragossa der Autonomen Gemeinschaft Aragonien. 

## Lage und Klima
Villanueva de Gállego liegt etwa zwölf Kilometer (Luftlinie) nordnordöstlich des Stadtzentrums der Provinzhauptstadt Saragossa in einer Höhe von ca. 245 m. Der Gállego begrenzt die Gemeinde im Osten. Das Klima ist gemäßigt; Regen (ca. 408 mm/Jahr) fällt mit Ausnahme der eher trockenen Sommermonate übers Jahr verteilt.
Der Bahnhof der Gemeinde liegt an der Bahnstrecke Madrid–Barcelona. Auf der westlichen Seite der Gemeinde verläuft die Autovía A-23. Im Nordosten der Siedlung befindet sich ein Flugplatz für Ultraleichtflugzeuge.

## Bevölkerungsentwicklung
| 1900 | 1910 | 1920 | 1930 | 1940 | 1950 | 1960 | 1970 | 1981 | 1991 | 2001 | 2011 | 2021 |
| ---- | ---- | ---- | ---- | ---- | ---- | ---- | ---- | ---- | ---- | ---- | ---- | ---- |
| 1384 | 1385 | 1741 | 2064 | 2069 | 2109 | 2137 | 2235 | 2358 | 2483 | 3271 | 4526 | 4725 |

## Wirtschaft
Jahrhundertelang lebten die Bewohner des Ortes direkt oder indirekt als Selbstversorger. Zum Ende des 20. Jahrhunderts hin wurde Villanueva de Gállego auch zu einer Siedlung für Pendler nach Saragossa. Der Campus der katholischen Universität Hl. Georg umfasst die Fakultäten für Kommunikations- und Sozialwissenschaften, Gesundheitswissenschaften sowie Architektur und Ingenieurwissenschaften.

## Sehenswürdigkeiten
- Salvatorkirche
- mehrere Türme